# Storbackens ishall

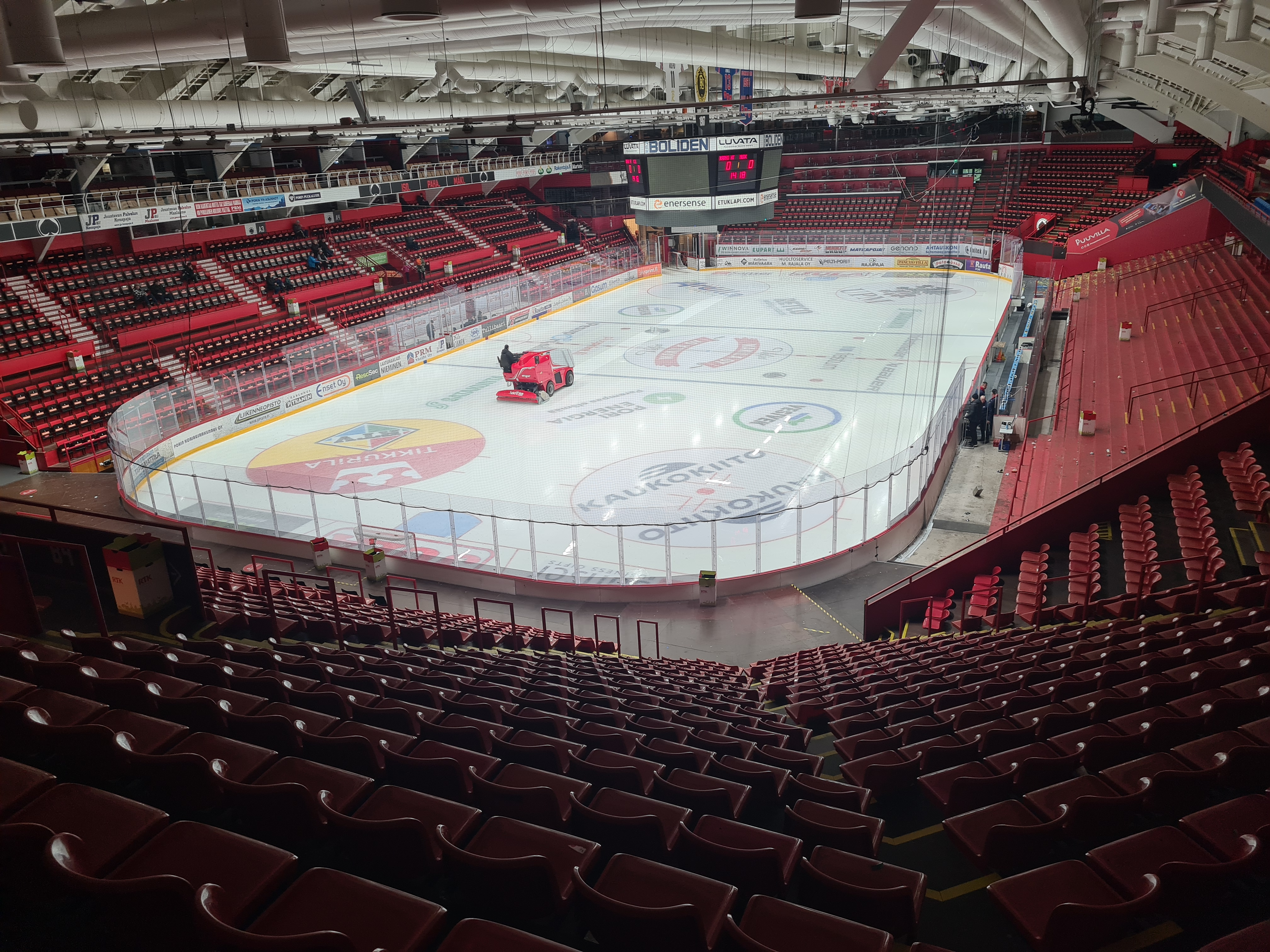

Storbackens ishall, eller Isomäen Jäähalli på finska, även känd som Enersense Arena av sponsringsskäl, är en idrottsplats i Björneborg, Finland, belägen i stadsdelen Storbacken. Arenan öppnades första gången 1971. Ässät spelar sina hemmamatcher i arenan och publikkapaciteten är 6 000. För konserter är publikkapaciteten 4 000.